# ديف غراي
ديف غراي (بالإنجليزية: Dave Gray) هو لاعب كرة قاعدة أمريكي، ولد في 7 يناير 1943 في أوغدن في الولايات المتحدة.

## وصلات خارجية
- ديف غراي على موقعبيزبول رفرنس.كوم (الدوري الرئيسي) (الإنجليزية)